# FC Jokerit
FC Jokerit – fiński klub piłkarski z siedzibą w Helsinkach.

## Sukcesy
- Wicemistrz Finlandii: 2000
- zdobywca Pucharu Finlandii: 1999
- mistrz 2. ligi fińskiej: 2002

## Historia
Klub FC Jokerit został założony w 1999 roku przez Hjallis Harkimo, również właściciela klubu hokejowego Jokerit. W sezonie 2003 klub zajął 10. miejsce w Veikkausliiga, a w marcu 2004 został kupiony przez swego rywala HJK Helsinki. Na bazie klubu został założony nowy klub o nazwie Klubi-04 Helsinki, który jest farm klubem HJK.

## Piłkarze w historii klubu
- Martyn Corrigan
- / Aleksiej Eremenko Jr.
- / Shefki Kuqi
- Azubuike Oliseh
- Antti Pohja
- Vesa Vasara
- Mika Väyrynen

## Europejskie puchary
Legenda do wszystkich tabel:
- Q – runda eliminacyjna, 1/16, 1/8, 1/4, 1/2 – odpowiednia faza rozgrywek, Grupa – runda grupowa, 1r gr – pierwsza runda grupowa, 2r gr – druga runda grupowa, F – finał, R – runda, PO – play-off
- k. – rzuty karne, los. – losowanie, Dogr. – dogrywka, w. – zasada bramek strzelonych na wyjeździe

| Sezon   | Rozgrywki        | Runda | Klub            | Dom | Wyjazd | Ogólnie |
| ------- | ---------------- | ----- | --------------- | --- | ------ | ------- |
| 1999    | Puchar Intertoto | 1R    | Narva Trans     | 3–0 | 4–1    | 7–1     |
| 1999    | Puchar Intertoto | 2R    | Floriana        | 2–1 | 1–1    | 3–2     |
| 1999    | Puchar Intertoto | 3R    | West Ham United | 1–1 | 0–1    | 1–2     |
| 2000/01 | Puchar UEFA      | Q     | MTK Budapest    | 2–4 | 0–1    | 2–5     |
| 2001/02 | Puchar UEFA      | Q     | CSKA Kijów      | 0–2 | 0–2    | 0–4     |